# Boylston (Nueva York)
Boylston es un pueblo ubicado en el condado de Oswego en el estado estadounidense de Nueva York. En el año 2000 tenía una población de 505 habitantes y una densidad poblacional de 5 personas por km².

## Geografía
Boylston se encuentra ubicado en las coordenadas 43°39′22″N 75°58′44″O / 43.65611, -75.97889.

## Demografía
Según la Oficina del Censo en 2000 los ingresos medios por hogar en la localidad eran de $39,375 y los ingresos medios por familia eran $44,792. Los hombres tenían unos ingresos medios de $32,083 frente a los $25,625 para las mujeres. La renta per cápita para la localidad era de $17,360. Alrededor del 6% de la población estaban por debajo del umbral de pobreza.